# Karalio
Karalio (Caralio) – polski herb szlachecki z nobilitacji.

## Opis herbu
Na tarczy dzielonej w słup w polu prawym, czerwonym, lew wspięty, złoty, ukoronowany.
W polu lewym, błękitnym, feniks purpurowy, wyłaniający się z płomieni czerwonych, patrzący w słońce złote w prawym górnym rogu pola.
Klejnot: Pół lwa jak w godle.
Labry z prawej czerwone, podbite złotem, z lewej błękitne, podbite złotem.

## Najwcześniejsze wzmianki
Nadany 29 kwietnia 1552 Janowi Jakubowi (Giovanni Giacobbe lub Giacomo) Caraglio z Werony. Caraglio pracował jako wyrzynacz gemm, uzyskał prawo do używania herbu jako znaku imiennego na swych wyrobach złotniczych.

## Herbowni
Caralio – Caraglio – Karalio.